# Zgornja Korena
Zgornja Korena este o localitate din comuna Duplek, Slovenia, cu o populație de 376 de locuitori.